# Солукхумбу
Солукхумбу (неп. सोलुखुम्बु जिल्ला [solukʰumbu] ( прослухати), шерп. ཤར་ཁུམ་བུ་རྫོང་།
, вайлі shar khum bu dzong) — один з 75 районів Непалу. Входить до складу зони Сагарматха, яка, в свою чергу, входить до складу  Східного регіону країни. Адміністративний центр — місто Саллері.
Межує з районами Окхалдхунга і Кхотанг (на півдні), районами Санкхувасабха і Бходжпур зони Косі (на сході), районами Долакха і Рамечхап зони Джанакпур (на заході) і Тибетським автономним районом КНР (на півночі). Площа району становить 3312 км². Гора Джомолунгма розташована в північній частині району, на території національного парку Сагарматха.
Населення, за даними перепису 2011 року, становить 105 886 чоловік, з них 51 200 чоловіків і 54 686 жінок. За даними перепису 2001 року населення нараховувало 107 686 чоловік. Корінною етнічною групою є народ раї; у високогір'ях живуть шерпи.

## Виноски
1. ↑  National Population and Housing Census 2011 (PDF). Архів оригіналу (PDF) за 31 липня 2013. Процитовано 24 грудня 2014. [Архівовано 2015-02-13 у Wayback Machine.]
2. ↑  Nepal: Administrative Division. Zones and Districts. [Архівовано 17 лютого 2013 у Archive.is] Citypopulation.de